# Sharof Rashidov
Sharof Rashidovich Rashidov (uzb. Шароф Рашидович Рашидов; ros. Шараф Рашидович Рашидов, Szaraf Raszydowicz Raszydow; ur. 24 października?/6 listopada 1917 w Dżyzaku, zm. 31 października 1983 w Taszkencie) – uzbecki polityk komunistyczny, pisarz, przewodniczący Prezydium Rady Najwyższej Uzbeckiej Socjalistycznej Republiki Radzieckiej (1950-1959), I sekretarz Komunistycznej Partii Uzbekistanu (od 1959 do śmierci), deputowany do Rady Najwyższej ZSRR III, IV, V, VI, VII, VIII, IX i X kadencji, dwukrotny Bohater Pracy Socjalistycznej (1974 i 1977).

## Życiorys
Pochodził z rodziny chłopskiej zamieszkałej w Namanganie (obecnie Dżyzak), od 1939 należał do partii komunistycznej, 1941 ukończył studia na Wydziale Filologicznym Państwowego Uniwersytetu w Taszkencie, a 1948 zaocznie Wyższą Szkołę Partyjną. Od 1935 był nauczycielem w szkole średniej, 1938–1941 sekretarzem odpowiedzialnym i zastępcą redaktora naczelnego wydawanej w Samarkandzie gazety "Lenin yoʻli" (tłum. ścieżka Lenina), 1941–1942 służył w Armii Czerwonej, uczestniczył w wojnie z Niemcami, po ranieniu został odesłany do Uzbekistanu. W latach 1942–1944 był redaktorem naczelnym "Lenin yoʻli", 1944–1947 sekretarzem Komitetu Obwodowego Komunistycznej Partii (bolszewików) Uzbekistanu w Samarkandzie. W latach 1947–1949 pracował jako redaktor odpowiedzialny pisma „Czerwony Uzbekistan”, 1949–-1950 przewodniczący Związku Pisarzy Uzbekistanu, 21 sierpnia 1950 został przewodniczącym Prezydium Rady Najwyższej Uzbeckiej SRR (do 24 marca 1959). Od 25 lutego 1956 do 17 października 1961 zastępca członka, a od 31 października 1961 do końca życia członek Komitetu Centralnego KPZR i zastępca członka Prezydium KC KPZR (od 31 października 1961 do 29 marca 1966), od 1962 do października 1964 członek Środkowoazjatyckiego Biura KC KPZR. Delegat na XIX, XXI, XXI, XXII, XXIII i XXIV zjazdy KPZR. 15 III 1959 został I sekretarzem Komunistycznej Partii Uzbekistanu i pozostał na tym stanowisku do śmierci. Od 8 kwietnia 1966 do końca życia zastępca członka Biura Politycznego KC KPZR, 1950-1983 deputowany do Rady Najwyższej ZSRR od 3 do 10 kadencji, od 1970 członek Prezydium Rady Najwyższej ZSRR.
W 1945 wydał zbiór wierszy „Mening nafratim”, w 1951 pierwszy tom powieści „Zwycięzcy” (uzb. Gʻoliblar), w 1956 powieść „Kashmir qoʻshigʻi”, a w 1967 książkę „Doʻstlik ramzi”.

## Odznaczenia i nagrody
- Medal Sierp i Młot z tytułem Bohatera Pracy Socjalistycznej (dwukrotnie, 1974 i 1977)
- Order Lenina (dziesięciokrotnie, 1950, 1957, 1965, 1967, 1971, 1973, 1974, 1976, 1977 i 1980)
- Order Rewolucji Październikowej (1982)
- Order Czerwonego Sztandaru Pracy (1951)
- Order Czerwonej Gwiazdy (dwukrotnie, 1942 i 1946)
- Order „Znak Honoru” (1944)
- Medal „Za zwycięstwo nad Niemcami w Wielkiej Wojnie Ojczyźnianej 1941–1945”
- Nagroda Leninowska (1980)

I medale.